# Yulimar Rojas
Yulimar Andrea Rojas Rodríguez (ur. 21 października 1995 w Puerto la Cruz) – wenezuelska lekkoatletka specjalizująca się w skoku wzwyż, skoku w dal i trójskoku. Aktualna rekordzistka świata w trójskoku kobiet.

## Kariera sportowa
Na arenie międzynarodowej zadebiutowała w 2011, zdobywając złoty medal w skoku wzwyż podczas mistrzostw Ameryki Południowej juniorów. W 2012 stanęła na najniższym stopniu podium południowoamerykańskich mistrzostw do lat 23. Srebrna medalistka mistrzostw panamerykańskich juniorów oraz igrzysk boliwaryjskich z 2013. Rok później triumfowała w konkursie skoku wzwyż podczas igrzysk Ameryki Południowej, a na kontynentalnym czempionacie młodzieżowców sięgnęła po złoto w skoku w dal i trójskoku. Mistrzyni Ameryki Południowej w trójskoku (2015). W tym samym roku startowała na igrzyskach panamerykańskich w Toronto oraz zdobyła srebrny medal światowych igrzysk wojskowych (w trójskoku). Na początku 2016 została w Portland halową mistrzynią świata w trójskoku. W 2016 w Rio de Janeiro wywalczyła tytuł wicemistrzyni olimpijskiej w tej konkurencji. Rok później została w Londynie mistrzynią świata w trójskoku. W 2021 w Tokio została mistrzynią olimpijską, w ostatnim skoku poprawiając dotychczasowy rekord świata. Na Halowych Mistrzostwach Świata 2022 osiągając 15,74 metrów pobiła dotychczasowy rekord świata w trójskoku kobiet. W tym samym roku w Eugene zdobyła swój trzeci z kolei tytuł mistrzyni świata, zaś rok później po raz czwarty z rzędu sięgnęła po złoto podczas mistrzostw świata w Budapeszcie.
W kwietniu 2024 roku ogłosiła, że nie wystąpi na igrzyskach olimpijskich w Paryżu z powodu urazu lewego ścięgna Achillesa.
Wielokrotna złota medalistka mistrzostw Wenezueli.

## Życie prywatne
Jest lesbijką oraz aktywnie wspiera prawa osób LGBT. Podziękowała zmarłemu prezydentowi Wenezueli Hugo Chávezowi za promowanie zdrowego stylu życia w kraju, co pozwoliło biednym obywatelom, takim jak ona, uprawiać sport.

## Osiągnięcia
| Rok  | Impreza                               | Miejsce             | Konkurencja | Pozycja           | Wynik  |
| ---- | ------------------------------------- | ------------------- | ----------- | ----------------- | ------ |
| 2011 | Mistrzostwa Ameryki Płd. juniorów     | Medellín            | skok wzwyż  | 1. miejsce        | 1,78   |
| 2012 | Mistrzostwa ibero-amerykańskie        | Barquisimeto        | skok wzwyż  | 6. miejsce        | 1,75   |
| 2012 | Młodzieżowe mistrzostwa Ameryki Płd.  | São Paulo           | skok wzwyż  | 3. miejsce        | 1,73   |
| 2013 | Mistrzostwa Ameryki Południowej       | Cartagena de Indias | skok wzwyż  | 5. miejsce        | 1,73   |
| 2013 | Mistrzostwa Ameryki Południowej       | Cartagena de Indias | skok w dal  | 7. miejsce        | 6,18   |
| 2013 | Mistrzostwa panamerykańskie juniorów  | Medellín            | skok wzwyż  | 2. miejsce        | 1,76   |
| 2013 | Igrzyska boliwaryjskie                | Trujillo            | skok wzwyż  | 2. miejsce        | 1,76   |
| 2013 | Igrzyska boliwaryjskie                | Trujillo            | skok w dal  | 6. miejsce        | 5,87   |
| 2014 | Igrzyska Ameryki Południowej          | Santiago            | skok wzwyż  | 1. miejsce        | 1,79   |
| 2014 | Mistrzostwa świata juniorów           | Eugene              | skok w dal  | 11. miejsce       | 5,81   |
| 2014 | Mistrzostwa świata juniorów           | Eugene              | trójskok    | el. – 17. miejsce | 12,99  |
| 2014 | Młodzieżowe mistrzostwa Ameryki Płd.  | Montevideo          | skok w dal  | 1. miejsce        | 6,36   |
| 2014 | Młodzieżowe mistrzostwa Ameryki Płd.  | Montevideo          | trójskok    | 1. miejsce        | 13,35  |
| 2014 | Igrzyska Ameryki Środkowej i Karaibów | Xalapa              | skok w dal  | 4. miejsce        | 6,24   |
| 2014 | Igrzyska Ameryki Środkowej i Karaibów | Xalapa              | trójskok    | 4. miejsce        | 13,54  |
| 2015 | Mistrzostwa Ameryki Południowej       | Lima                | skok w dal  | 4. miejsce        | 6,20w  |
| 2015 | Mistrzostwa Ameryki Południowej       | Lima                | trójskok    | 1. miejsce        | 14,14w |
| 2015 | Igrzyska panamerykańskie              | Toronto             | skok w dal  | 11. miejsce       | 6,36   |
| 2015 | Igrzyska panamerykańskie              | Toronto             | trójskok    | 4. miejsce        | 14,37w |
| 2015 | Światowe wojskowe igrzyska sportowe   | Mungyeong           | skok wzwyż  | 4. miejsce        | 1,80   |
| 2015 | Światowe wojskowe igrzyska sportowe   | Mungyeong           | skok w dal  | 8. miejsce        | 6,12   |
| 2015 | Światowe wojskowe igrzyska sportowe   | Mungyeong           | trójskok    | 2. miejsce        | 13,82  |
| 2016 | Halowe mistrzostwa świata             | Portland            | trójskok    | 1. miejsce        | 14,41  |
| 2016 | Igrzyska olimpijskie                  | Rio de Janeiro      | trójskok    | 2. miejsce        | 14,98  |
| 2017 | Mistrzostwa Ameryki Południowej       | Asunción            | trójskok    | 2. miejsce        | 14,36  |
| 2017 | Mistrzostwa świata                    | Londyn              | trójskok    | 1. miejsce        | 14,91  |
| 2018 | Halowe mistrzostwa świata             | Birmingham          | trójskok    | 1. miejsce        | 14,63  |
| 2019 | Igrzyska panamerykańskie              | Lima                | trójskok    | 1. miejsce        | 15,11  |
| 2019 | Mistrzostwa świata                    | Doha                | trójskok    | 1. miejsce        | 15,37  |
| 2021 | Igrzyska olimpijskie                  | Tokio               | trójskok    | 1. miejsce        | 15,67  |
| 2022 | Halowe mistrzostwa świata             | Belgrad             | trójskok    | 1. miejsce        | 15,74  |
| 2022 | Mistrzostwa świata                    | Eugene              | trójskok    | 1. miejsce        | 15,47  |
| 2023 | Igrzyska Ameryki Środkowej i Karaibów | San Salvador        | trójskok    | 1. miejsce        | 15,16  |
| 2023 | Mistrzostwa świata                    | Budapeszt           | trójskok    | 1. miejsce        | 15,08  |

## Rekordy życiowe
- Skok wzwyż – 1,87 (2013)
- Skok w dal (stadion) – 6,88 (2022) rekord Wenezueli / 7,27w (2021)
- Skok w dal (hala) – 6,81 (2022) rekord Wenezueli
- Trójskok (stadion) – 15,67 (2021) były rekord świata (poprawiony przez Wenezuelkę w hali), najlepszy w historii wynik na stadionie
- Trójskok (hala) – 15,74 (2022) halowy rekord świata, absolutny rekord świata